# Josa calilegua
Josa calilegua är en spindelart som beskrevs av Ramírez 2003. Josa calilegua ingår i släktet Josa och familjen spökspindlar. Inga underarter finns listade i Catalogue of Life.